# 印度巴塔鱨
印度巴塔鱨，為輻鰭魚綱鯰形目鱨科的其中一種，為熱帶淡水魚類，被IUCN列為易危保育類動物，分布於亞洲印度喀拉拉邦西高止山淡水流域，體長可達6.2公分，棲息在丘陵溪流底層水域，生活習性不明。

## 扩展阅读
維基物種上的相關：印度巴塔鱨